# Igreja do Mosteiro de Alpendurada
A Igreja do Mosteiro de Alpendurada, também referida como Mosteiro de Alpendurada, Mosteiro de São João Baptista de Alpendurada, Igreja Paroquial de Alpendurada, Igreja de São João Baptista ou Hotel Mosteiro de Alpendurada, localiza-se em Alpendurada, na atual freguesia de Alpendorada, Várzea e Torrão, no Município de Marco de Canaveses.
Trata-se de um mosteiro beneditino fundado no século 11, de que não restam estruturas, salvo alguns silhares com inscrições ou elementos decorativos, tendo sido totalmente reconstruído ao longo dos séculos 17 e 18 e alvo de obras mais recentes.
O Mosteiro de Alpendurada, incluindo a igreja e a sacristia estão classificados como Monumento de Interesse Público desde 2013.

## Mosteiro de Alpendurada
O mosteiro está convertido em Hotel Convento de Alpendurada.
Em Outubro de 2021, o Convento de Alpendurada foi alvo de um leilão após incumprimento de empréstimo obrigacionista de quatro milhões de euros contraído pela empresa turística que explorava o local, que tinha entre os administradores o empresário Taveira da Mota, presidente do Boavista no início da década de 1980, que faleceu em 2018.
Em julho de 2025, o grupo Bensaude adquiriu o convento por 7.550.001 euros A compra foi feita através de leilão público, com a proposta vencedora a superar o valor-base por apenas um euro. O novo hotel deverá abrir portas em 2027.
O edifício, classificado como Monumento de Interesse Público desde 2013, conta com a Igreja Paroquial de Alpendurada numa ala lateral..